# Абипон
Абипон был языком коренных индейцев племени абипонов, жившем в Аргентине. Язык принадлежит семье гуайкуру, из которой сохранился лишь язык кадивео.

## Генеалогическая и ареальная информация
Абипоны — некогда коренное население севера Аргентины и юга Парагвая, проживавшее в области Гран-Чако. В начале XIX века исчезли, либо ассимилировались европейскими народами.<
Языковая семья гуайкуру делится на две ветви — гуайкуру и южные языки гуайкуру. Семья гуайкуру включает в себя язык мбайя, на котором говорили в провинции Чако, и его потомка — кадивеу. Южные языки гуайкуру включают языки тоба, пилага, мокови и абипон. Абипон имел много общих типологических черт с остальными языками этой ветви.

## Социолингвистическая информация
На данный момент язык считается мёртвым.
В результате иезуитских миссий абипоны латинизировались и практически потеряли за короткое время свою самобытную культуру, остатки ассимилировались с испанцами.

## Типологическая характеристика
```
i-aRai-k-am 
```

3SG-знать-obj-Fut 
Она будет знать это 
```
cig-at i-aRai-k-am 
```

Neg-emph 3SG-знать-obj-Fut 
Она не будет знать это 

### Степень свободы выражения грамматических значений
Абипон является полисинтетическим языком, грамматические значения выражаются в пределах самого слова при помощи аффиксов, при том в одном слове может выражаться значение целого предложения.

### Характер границы между морфемами
Абипон является агглютинативным языком, но также иногда, по данным Wals присутствует фузия.
Для выражения грамматических значений в абипоне имеются различные аффиксы, которые следуют друг за другом и имеют четкие границы, в чём можно убедиться на примере выше.

### Тип ролевой кодировки
Примеров, позволяющих определить ролевую кодировку не обнаружено, однако по ареалу (Южная Америка) мы можем предположить, что будет активная.

### Маркирование в предикации
По причине отсутствия примеров, невозможно определить точно, но можно предполагать, что будет вершинное.

### Базовый порядок слов
Базовым порядком слов в языке абипон является SVO.
Пример с местоимением-агенсом не является показательным, но подтверждает данные, которые предоставляет Wals, ссылаясь на значимый труд по исследованию языка абипон — Najlis 1966, Lengua Abipona. Tomo 1-2

## Фонология
|               | Лабиальные | Альвеолярные | Палатальные | Велярные | Увулярные | Глоттальные |
| ------------- | ---------- | ------------ | ----------- | -------- | --------- | ----------- |
| Носовые       | m          | n            | ɲ           |          |           |             |
| Аффрикаты     | p          | t            | tʃ          | k        | q         |             |
| Фрикативные   |            |              |             | ɣ        | ʁ         | h           |
| Аппроксиманты |            | r, l         | j           | w        |           |             |

Нет пар по глухости/звонкости.
|                | Передний ряд | Задний ряд |
| -------------- | ------------ | ---------- |
| Нижний подъём  | i            | ɨ          |
| Средний подъём | e            | o          |
| Верхний подъём | a            | a          |

Нет назализации гласных, каждый гласный может быть долгим.

## Некоторые особенности языка
- В языке абипон одно местоимение для понятий «мы» и «я».
- Гендерные различия в местоимениях присутствуют только в дискурсе при маркировании пола говорящего: женщина скажет «да» — «hàà», мужчина — «hèè».
- Нет граммемы, выражающей прошедшее время или перфект.

## Список сокращений
SG — singular
obj — object
Neg — negative
emph — emphasis
SVO — subject verb object